# إيرنيستو غونزاليس
إيرنيستو غونزاليس (بالإسبانية: Ernesto González)‏ هو لاعب كرة قدم مكسيكي، ولد في 18 سبتمبر 1990.